# Matthew Ryan (ginete)
Matthew "Matt" Morgan Ryan OAM (Sydney, 3 de junho de 1964) é um ginete de elite australiano, tricampeão olímpico do CCE.

## Carreira
Matthew Ryan representou seu país nos Jogos Olímpicos de 1992 e 2000, na qual conquistou no CCE individual a medalha de ouro, em 1992 e por equipes em 1992 e 2000. 